# Liste spanischer Inseln
Dies ist eine Liste spanischer Inseln, also Inseln die zum Gebiet des Staates Spanien zählen.

## Spanische Inseln imMittelmeer

### Balearen
- Mallorca
- Menorca

- Pityusen
  - Ibiza
  - Formentera
  - Espalmador
  - Espardell
  - Tagomago
  - Es Vedrà
  - Es Vedranell

- Cabrera-Archipel
  - Cabrera
  - Estel de Fora
  - Estel des Coll
  - Estel de s’Esclata Sang
  - Estels Xapats (zwei Inseln)
  - Illa de l’Imperial
  - Illa des Conills (auch Conillera genannt)
  - Illa de ses Bledes
  - Illa de ses Rates
  - Illa des Fonoll
  - L’Esponja
  - Na Foradada
  - Na Plana
  - Na Pobra
  - Na Redona
  - s’Illot de na Foradada
  - s’Illot Pla

- Sa Dragonera
- Illa d’en Colom
- Illa Sargantana
- Illa de l’Aire
- Illa del Rei
- Es Pantaleu
- Illa de la Quarentena
- Faraió d’Aubarca
- S’Illot des Porros

### Restliche Mittelmeerinseln
- Isla de Alborán
- Illa de Benidorm

- Islas Chafarinas, eines der sogenannten Plazas de soberanía
  - Isla del Congreso
  - Isla Isabel II.
  - Isla del Rey

- Columbretes
  - Isla Grande
  - Ferrera
  - Forrada
  - Bergantín Carallot

Isla Grosa
- Medas-Inseln
  - Meda Gran
  - Meda Xica
  - Tascons Grossos
  - Medellot
  - Tascons Petits
  - Ferrenelles
  - Cavall Bernat

- Peñón de Alhucemas, ebenfalls ein Plaza de soberanía
- Isla de Buda im Ebrodelta
- Tabarca

Spanien erhebt ebenso hoheitsrechtliche Ansprüche auf die Isla del Perejil.

### Inseln im Mar Menor
- Isla del Ciervo
- Isla Mayor (Isla del Barón)
- Isla Perdiguera

## Spanische Inseln imAtlantischen Ozean

### Kanarische Inseln
- Teneriffa
- Fuerteventura
- Gran Canaria
- Lanzarote
- La Palma
- La Gomera
- El Hierro
- Lobos
- Chinijo-Archipel
  - Graciosa (Kanaren)
  - Alegranza
  - Montaña Clara
  - Roque del Este
  - Roque del Oeste

### Restliche Inseln im Atlantik
- A Illa de Arousa im Zentrum der Ría de Arousa, Galicien
- Aketze im Golf von Biscaya

- Islas Cíes
  - Monteagudo
  - Do Faro
  - San Martinho

- Illa Coelleira
- Illa de Cortegada in der Ria de Arousa
- Illas Estelas
  - Estela de Dentro
  - Estela de Fóra
- Izaro im Golf von Biscaya
- Isla de La Toja
- Ons-Archipel
  - Ons
  - Onceta bzw. Onza
- Illas de Sagres
- Isla de Sálvora
- San Juan de Gaztelugatxe ebenfalls im Golf von Biscaya
- Illas de San Pedro, 5 Inseln
- Isla de Santa Marina (Isla de los Lorganes) in der Bucht von Santander
- Illas Sisargas
  - Sisarga Grande
  - Malante
  - Sisarga Chica

- Illa de Tambo in der Ria de Pontevedra
- Illa de Toralla in der Ria de Vigo
- Isla del Trocadero in der Bucht von Cádiz
- Illa de Vionta

## SpanischeBinneninseln
- Isla de los Faisanes
- Isla Orenín, kleine Insel im Stausee Embalse de Ullibarrí-Gamboa